# 김효인
김효인(金孝印, ? ~ 1253년)은 고려 후기의 문신으로, 본관은 안동(安東)이다. 신라 경순왕(敬順王)의 후손이며, 김방경(金方慶)의 아버지이다.

## 생애
어려서부터 학문에 뜻을 두어 글씨를 잘 썼으며, 1208년(희종 4) 문과에 급제했다.
1224년(고종 11) 대관서승(大官署丞)·보문각교감(寶文閣校勘)으로서 『보경사원진국사비 寶鏡寺圓眞國師碑』의 글씨를 썼다.
1231년(고종 18) 몽골인 2명이 항복을 권유하는 첩문을 휴대하고 평주(平州)로 찾아왔다가 수감되었는데, 이 때 전중시어사(殿中侍御史)로서 평주에 파견되어 몽골인들에게 첩문의 내용을 물었다.
1235년(고종 22) 중서사인(中書舍人)·지제고(知制誥)로서 『월남사지진각국사비 月南寺址眞覺國師碑』의 글씨를 썼다.
1250년(고종 37) 좌승(左丞)으로서 동지공거(同知貢擧)가 되어 김응문(金應文)·이행검(李行儉) 등 40명을 급제시켰다.
이후 관직이 병부상서(兵部尙書)·한림학사(翰林學士)·충사관수찬관(充史館修撰官)·지제고에 이르렀으며, 1253년(고종 40) 졸했다.
사후, 아들 김방경(金方慶)이 부귀해지자 중서령(中書令)에 추증되었다.

## 평가
『고려사』는 김효인의 성품에 대해 그의 아들인 김방경의 열전에서 '엄숙하고 굳셌다'고 평했다.
또한 『신증동국여지승람』에서도 '예자(隸字, 예서)를 잘 썼으며, 문장과 사업(事業)이 한 시대에 걸출하여 실력을 중외(中外)에 드날렸다.'라고 극찬을 마지않았다.

## 기타
『동문선』에 '삼일포(三日浦) 단서석(丹書石)'이라는 칠언절구(七言絶句) 1수가 전한다.
| “ | 刻碑鐫碣古猶多 / 비와 갈을 새기는 일은 옛날에도 많았지만 蘚食塵侵字轉訛 / 이끼가 먹고 티끌이 침노해 글자는 갈수록 알아볼 수 없나니 爭似指頭千載血 / 어찌 손가락 끝의 천재의 피로 一淪山石不銷磨 / 한 번 산돌들 적셔 없어지지 않음 만하랴 | ” |

## 가족 관계
- 증조 - 김이청(金利請)[6]
  - 조부 - 김의화(金義和)[5] : 영가군사호(永嘉郡司戶), 증(贈) 검교군기감(檢校軍器監)
    - 아버지 - 김민성(金敏成/金敏誠)[7] : 행장야서승(行掌冶署丞)·직사관(直史館), 증 우복야(右僕射)
    - 어머니 - 미상
      - 형 - 김효후(金孝候)[6]
      - 형 - 김창(金敞, ? ~ 1256년)[8] : 초명 김효공(金孝恭), 수태사(守太師)·문하시랑평장사(門下侍郞平章事)·판이부사(判吏部事), 문간공(文簡公)
      - 부인 - 원흥진부사(元興鎭副使)·낭장(郎將) 송기(宋耆)의 딸[5]
        - 장자 - 김방경(金方慶, 1212년 ~ 1300년)[7] : 판도첨의사사사(判都僉議使司事)·상장군(上將軍)·판전리사사(判典理司事)·세자사(世子師), 상락군개국공(上洛郡開國公), 충렬공(忠烈公)
        - 삼자 - 김현경(金玄慶, ? ~ ?)[9] : 문하시중(門下侍中), 충순공(忠順公)
        - 첫째 사위 - 강빈(姜份)[7]
        - 둘째 사위 - 권천(權闡)[7]